# Елизавета Ангальтская (1563—1607)
Елизавета Ангальтская (нем. Elisabeth von Anhalt; 15 сентября 1563, Цербст — 8 ноября 1607, Кроссен) — принцесса Ангальтская, в замужестве курфюрстина Бранденбурга.

## Биография
Елизавета — дочь князя Ангальта Иоахима Эрнста и его первой супруги Агнессы Барбиской, дочери графа Вольфганга I Барбиского.
6 октября 1577 года в охотничьем замке Лецлинген Елизавета стала третьей супругой курфюрста Иоганна Георга Бранденбургского, который был старше своей невесты почти на 40 лет. Елизавета была на 16 лет младше своего пасынка Иоахима Фридриха. Свадьба прошла скромно, Елизавете было назначено содержание в 400 гульденов в год. В качестве приданого Иоганн Георг получил 15 тысяч талеров. На случай вдовства Елизавете были назначены высокая пенсия, город и замок Кроссен, амт и город Цюллихау, а также Боберсберг.
Елизавета слыла покровительницей учёного Леонхарда Турнейссера. После смерти мужа Елизавета, ослабленная многочисленными родами, удалилась с младшими детьми в свои вдовьи владения в замок Кроссен. Елизавета похоронена в склепе Гогенцоллернов в Берлинском кафедральном соборе.

## Потомки
- Кристиан (1581—1655), маркграф Бранденбург-Байрейта, женат на принцессе Марии Прусской (1579—1649)
- Магдалена (1582—1616), замужем за ландграфом Гессен-Дармштадта Людвигом V (1577—1626)
- Иоахим Эрнст (1583—1625), маркграф Бранденбург-Ансбаха, женат на графине Софии Сольмс-Лаубахской (1594—1651)
- Агнесса (1584—1629), замужем за герцогом Филиппом Юлием Вольгаст-Померанским (1584—1625), затем за герцогом Францем Карлом Саксен-Лауэнбургским (1594—1660)
- Фридрих (1588—1611)
- Елизавета София (1589—1629), замужем за князем Янушем Радзивиллом (1579—1620), затем за герцогом Юлиусом Генрихом Саксен-Лауэнбургским (1586—1665)
- Доротея Сибилла (1590—1625), замужем за герцогом Иоганном Кристианом Бжегским (1591—1639)
- Георг Альбрехт (1591—1615)
- Сигизмунд (1592—1640)
- Иоганн (1597—1627)
- Иоганн Георг (1598—1637)